# Науковий комунізм
Науковий комунізм — одна з трьох складових частин марксизму-ленінізму — поряд із марксистсько-ленінською філософією та політекономією. Обов'язкова академічна навчальна дисципліна, викладання якої було у всіх вищих навчальних закладах Радянського Союзу. Фах науковий комунізм входив до програми випускних дипломних державних іспитів.
До курсу наукового комунізму входили такі питання:
- Походження та історія комуністичних ідей
- Теорія соціалістичної революції
- Диктатура пролетаріату (теорія тоталітарної влади)
- Перехід від соціалізму до комунізму («соціалізм» як історичний «перехідний етап»)
- Міжнародний комуністичний рух
- «Комуністичне виховання» — керівна роль органів КПРС і держави у відносинах між людьми
- Критика антикомунізму (пропаганда)
- «Критика» (пропагандистське заперечення) будь-яких не-компартійних соціологічних та прогностичних соціальних теорій або світоглядів.